# Băiat de mingi
Băiat de mingi (titlul original: în engleză The Caddy) este un film de comedie american din 1953 regizat de Norman Taurog. În rourile prinipale joacă actorii Dean Martin și Jerry Lewis.

## Actori
- Dean Martin ca Joe Anothony
- Jerry Lewis ca Harvey Miller, Jr.
- Donna Reed ca Kathy Taylor
- Barbara Bates ca Lisa Anothony
- Joseph Calleia ca Papa Anothony
- Fred Clark ca Mr. Baxtor aka Old Skinhead
- Clinton Sundberg ca Charles Butler

## Legături externas
- Băiat de mingi la Internet Movie Database
- The Caddy la TCM Movie Database